# Hmyzenky
Hmyzenky (Protura) je starobylá bazální skupina Hexapod (tj. hmyzu v širokém slova smyslu). Žijí v hlubších vrstvách půdy, listovém opadu, mechu apod. Jejich hlavním poznávacím znakem je přední pár nohou, který nepoužívají ke kráčení, nýbrž jako náhražku tykadel, jež zřejmě v průběhu evoluce ztratily. Hmyzenky byly objeveny relativně nedávno, teprve v roce 1907. Dnes je známo 500 až 600 druhů hmyzenek, na území České republiky okolo dvaceti.
Další významné znaky jsou:
- Chybějící tentorium
- Chybějící malpigické trubice
- Chybějící složené oči i jednoduchá očka – místo nich mají vyvinuty pseudoculi, orgány k vnímání vlhkosti.
- Bodavě-savé ústní ústrojí
- Pětičlánkové končetiny s nečleněnými chodidly
- Dvanáctičlánkový zadeček se zbytky končetin na prvních třech segmentech.